# Joël Fajerman
Joël Fajerman es un sintetista francés, nacido en 1948 en París. Se hizo famoso sobre todo por componer la banda sonora de la serie documental televisiva francesa L’Aventure des Plantes, de divulgación internacional.

## Biografía

### Inicios musicales
A los 17 años forma parte de un grupo de rock que participa en giras durante las décadas de 1960 y 1970 con diversos artistas de variedades, tales como Nicoletta, Mike Brant, Darío Moreno o Claude François. Participa en el grupo Les Petits Matins en 1974, editado por el sello musical Flèche de Claude François.
En 1976, colabora en la sintonía del programa 30 millions d'amis, obra de Jack Arel, para la que realiza los arreglos. En 1978 compone su primera pieza instrumental en Japón, país en el que da varios conciertos. Ese mismo año forma el grupo Contact, de corta vida.

### Carrera posterior
Su carrera despegó en los albores de la década de 1980. Compone la sintonía del concurso televisivo francés La Chasse aux trésors (en el que se inspiraría el concurso A la caza del tesoro de TVE).
Su obra más conocida es la banda sonora de L’Aventure des Plantes (La aventura de las plantas), una serie documental del botánico Jean-Marie Pelt y del escritor Jean-Pierre Cuny, emitida en Francia en 1979. Esta serie fue emitida posteriormente en 24 países. Un tema de dicha serie, Flower's love, se convirtió en un éxito discográfico.
Otras obras suyas son la banda sonora de la serie de animación Les Enfants de la liberté, producida en 1989 con motivo del bicentenario de la Revolución Francesa. También de 1989 es su trabajo en la serie documental Les inventions de la vie.
Obras posteriores son la banda sonora del documental sobre la historia del Gran Premio de automovilismo de Mónaco, Un circuit dans la cité, y dos teleseries históricas de Jacques Dupont : Les Vendéens (sobre la Guerra de la Vendée) y Le passeur d'âmes (en homenaje al abad Franz Stock).
Después compuso la banda sonora de la serie policíaca Julie Lescaut de TF1.
En 2000, Joël Fajerman compuso la música ambiental del pabellón de Francia en la Exposición Universal de Hannover.

## Discografía
- Racines Synthétiques (1978) (con Jan Yrssen).
- L’Aventure des Plantes (1979).
- Inventions of life (1991).

## Programas de televisión
- Prisme (1979).
- Painted Desert (1980) (con Jan Yrssen).
- Azimuts (1981).
- Turbulences (1983).
- Electric Ice (1985) (con Pierre Porte).
- Regards (1989).
- Les inventions de la vie (1991).

- Datos: Q3187400